# Chiharu Shiota
Chiharu Shiota (jap. 塩田 千春, Shiota Chiharu; * 20. Mai 1972 in der Präfektur Osaka) ist eine japanische Installations- und Performance-Künstlerin. Sie lebt seit 1996 in Berlin.

## Leben
Shiota studierte von 1992 bis 1996 an der Seika-Universität Kyōto. 1996 wechselte sie an die Hochschule für Bildende Künste Hamburg und studierte dann von 1997 bis 1999 an der Hochschule für Bildende Künste Braunschweig. 1999 wechselte sie an die
Universität der Künste Berlin und beendete ihr Studium dort 2003. Sie war Schülerin von Marina Abramović und Rebecca Horn.
Von 2010 bis 2013 war sie Gastprofessorin an der Seika-Universität Kyōto und 2011 am California College of the Arts.

## Werk
Für ihre Installationen nutzt Shiota häufig Fundstücke, wie etwa Schuhe, Fenster oder Koffer. Zu einem Markenzeichen entwickelten sich Gespinste aus schwarz-grauen Wollfäden, die die Künstlerin in Ausstellungsräume webt. Diese umhüllen Kleider, aber auch Musikinstrumente, Stühle oder Türen.

## Auszeichnungen
- 2002: Philip Morris K.K Art Award 2002
- 2004: Arbeitsstipendium Bildende Kunst der Senatsverwaltung für Wissenschaft, Forschung, Kultur, Berlin
- 2014: Sakuya Kono Hana Prize, Osaka City, Japan

## Ausstellungen (Auswahl)

### Einzelausstellungen
- 2003: The Way Into Silence, Württembergischer Kunstverein, Stuttgart
- 2003: Dialogue from DNA, Zentrum für zeitgenössische Kunst, Schloss Ujazdowski, Varsovie
- 2004: In Silence, Hiroshima City Museum für zeitgenössische Kunst, Hiroshima
- 2005: During Sleep, Museum Moderner Kunst Kärnten, Klagenfurt
- 2006: Dialogue from DNA, Wildnis + Kunst, Saarbrücken, Deutschland
- 2007: From in Silence, Kanagawa Prefectural Gallery, Yokohama, Japan
- 2008: Breath of the Spirit, The National Museum of Art, Osaka
- 2009: Flowing Water,  Nizayama Forest Art Museum, Toyama
- 2010: One Place, Haunch of Venison, London, UK
- 2011: Home of Memory, La Maison rouge, Paris
- 2012: Where Are We Going?, Marugame Inokuma-Genichiro Institute of Modern Art (MIMOCA), Marugame
- 2013: Trace of Memory, Mattress Factory, Pittsburgh, Pittsburgh, USA
- 2014: Letters of Thanks, Espai d'art contemporani de Castelló, Spanien
- 2015: Seven Dresses, Stadtgalerie Saarbrücken
- 2015: The Key in the Hand, 56. Biennale di Venezia
- 2016: Uncertain Journey, Blain|Southern, Berlin, Deutschland
- 2017: Under the Skin, Kunsthalle Rostock, Deutschland
- 2018: Embodied, Art Gallery of South Australia, Adelaide, Australien
- 2019: Gedankenlinien, Sinclair-Haus, Bad Homburg v. d. Höhe
- 2019: The Soul Trembles, Mori Art Museum, Tokyo, Japan
- 2022: Silent Word, Schauwerk Sindelfingen, Deutschland
- 2023: Eye to Eye, Museum Haus Konstruktiv, Zürich, Schweiz

### Gruppenausstellungen
- 2001: Yume no Ato – Was vom Traum blieb, Staatliche Kunsthalle Baden-Baden
- 2002: Another World-Twelve Bedroom Stories, Kunstmuseum Luzern
- 2002: Miss You, Museum für Neue Kunst, Freiburg im Breisgau
- 2003: First Steps: Emerging Artists from Japan, P.S. 1 Contemporary Art Center,  New York City
- 2003: Walking on Art, Kunstverein Ludwigsburg
- 2004: Oogstrelend Schoon – Shining Beauty, Apeldoorns Museum, Apeldoorn
- 2004: The joy of my dreams, 1. International Biennial of Contemporary Art of Sevilla, Sevilla
- 2005: DreamingNow, Rose Art Museum, Waltham
- 2006: Absolutely Private: On Photography from 2000 to the Present, Tokyo Metropolitan Museum of Photography, Tokyo
- 2006:  Tokyo – Berlin / Berlin – Tokyo, Neue Nationalgalerie, Berlin
- 2006:  Enjoyable House, Aichi Prefectural Museum of Art, Nagoya
- 2006:  Fever Variations, 6th Gwangju Biennale 2006, Gwangju
- 2006:  Affinity of the Jomon and the Contemporary, Aomori Museum of Art, Aomori
- 2007: Fiction for the Real, The National Museum of Modern Art, Tokyo
- 2007: The Body Sings of Life, Marugame Genichiro-Inokuma Museum of Contemporary Art
- 2007:  Thermocline. New Asian Waves, ZKM (Center for Art and Media), Karlsruhe
- 2008: Platform, 21st Century Museum of Contemporary Art, Kanazawa
- 2008: Drawn in the Clouds, Museum of Contemporary Art KIASMA, Helsinki
- 2009: 3. Moskau Biennale
- 2009: The World is Yours, Louisiana Museum of Modern Art, Humlebæk
- 2013: Francis Bacon and the Existential Condition in Contemporary Art, Centro di Cultura Contemporanea Strozzina - Palazzo Strozzi, Florenz
- 2014: Busan Biennale 2014: Inhabiting the World, Busan, Südkorea
- 2016: Spider's Thread - Spinning images of Japanese beauty, Toyota Municipal Museum of Art, Aichi, Japan
- 2017: The Boat Which Carries Time, Oku-Noto Triennale, Japan[3]
- 2018: Das letzte Bild. Ansichten vom Tod in der Zeitgenössischen Kunst, Stadtgalerie Saarbrücken, Deutschland
- 2019: And Berlin Will Always Need You, Martin-Gropius-Bau, Berlin

### Bühnenbild / Konzertinstallationen
- 2011: Matsukaze, Oper von Toshio Hosokawa, Théâtre Royal de la Monnaie Brüssel, Belgien
- 2016: alif, experimentelles Musiktheater von Stefan Goldmann und Samir Odeh-Tamimi, MaerzMusik-Festival, Berlin